# Bronisław Rymkiewicz
Bronisław Rymkiewicz (ur. 1849, zm. 1907) – polski inżynier kolejnictwa.
Od 1888 r. przebywał w Brazylii, gdzie pełnił funkcję naczelnego inżyniera budowy linii kolejowej z Rio de Janeiro do São Paulo (1898-1899) i budowniczego portu dla statków pełnomorskich w Manaus nad Amazonką (1900-1904), z którego wywożono kauczuk zbierany na okolicznych plantacjach.